# Histoire des Juifs aux Caraïbes

Carte de l'hémisphère occidental (1562)

 (juin 2025).
La mise en forme du texte ne suit pas les recommandations de Wikipédia : il faut le « wikifier ».
Les points d'amélioration suivants sont les cas les plus fréquents. Le détail des points à revoir est peut-être précisé sur la page de discussion.
- Les titres sont pré-formatés par le logiciel. Ils ne sont ni en capitales, ni en gras.
- Le texte ne doit pas être écrit en capitales (les noms de famille non plus), ni en gras, ni en italique, ni en « petit »…
- Le gras n'est utilisé que pour surligner le titre de l'article dans l'introduction, une seule fois.
- L'italique est rarement utilisé : mots en langue étrangère, titres d'œuvres, noms de bateaux, etc.
- Les citations ne sont pas en italique mais en corps de texte normal. Elles sont entourées par des guillemets français : « et ».
- Les listes à puces sont à éviter, des paragraphes rédigés étant largement préférés. Les tableaux sont à réserver à la présentation de données structurées (résultats, etc.).
- Les appels de note de bas de page (petits chiffres en exposant, introduits par l'outil «  Source ») sont à placer entre la fin de phrase et le point final[comme ça].
- Les liens internes (vers d'autres articles de Wikipédia) sont à choisir avec parcimonie. Créez des liens vers des articles approfondissant le sujet. Les termes génériques sans rapport avec le sujet sont à éviter, ainsi que les répétitions de liens vers un même terme.
- Les liens externes sont à placer uniquement dans une section « Liens externes », à la fin de l'article. Ces liens sont à choisir avec parcimonie suivant les règles définies. Si un lien sert de source à l'article, son insertion dans le texte est à faire par les notes de bas de page.
- La présentation des références doit suivre les conventions bibliographiques. Il est recommandé d'utiliser les modèles {{Ouvrage}}, {{Chapitre}}, {{Article}}, {{Lien web}} et/ou {{Bibliographie}}. Le mode d'édition visuel peut mettre en forme automatiquement les références.
- Insérer une infobox (cadre d'informations à droite) n'est pas obligatoire pour parachever la mise en page.

Pour une aide détaillée, merci de consulter Aide:Wikification.
Si vous pensez que ces points ont été résolus, vous pouvez retirer ce bandeau et améliorer la mise en forme d'un autre article.
L'histoire des Juifs aux Caraïbes commence au début du XVIe siècle. En 1492, les rois catholiques d'Espagne décidèrent l'expulsion des Juifs et musulmans (Décret de l'Alhambra), qui durent alors se convertir au catholicisme ou quitter le pays. Certains d'entre eux choisirent la seconde solution et émigrèrent, quelque temps après dans les territoires récemment colonisés dans les Caraïbes. Ils y étaient accompagnés de « nouveaux chrétiens » et ce fut pour eux l'occasion de s'affranchir des difficultés de vie dans l'ancienne métropole.
Les Juifs dans ces territoires durent d'abord composer avec les puissances coloniales mais ils allaient aussi entrer en contact avec d'autres populations autochtones et esclaves importés d'Afrique, ce qui eut un impact sur le développement culturel et religieux de toutes ces populations.
L'expression « Caraïbes » est prise ici dans son acception large : les îles de la mer des Caraïbes (Antilles) et les pays d'Amérique centrale et d'Amérique du Sud bordant cette mer. Le premier voyage, en 1492, de Christophe Colomb, qui comptait déjà des Juifs convertis dans sa flotte, fut le début d'une colonisation opérée successivement par l'Espagne, les Pays-Bas, le Danemark, la Grande-Bretagne, la France, et brièvement la Suède, cette dernière recevant Saint-Barthélemy des Français.

## Colonies espagnoles
L'Espagne et le Portugal furent les premières puissances à revendiquer des droits sur le Nouveau Monde, au début du XVIe siècle. Dès la fin du XIVe siècle et surtout en 1492, plusieurs milliers de Juifs Nouveaux Chrétiens furent convertis de force au catholicisme. Parmi ces derniers, on suspectait les "crypto-juifs" de continuer à pratiquer la religion juive. Aussi, dans le cadre de sa théorie de « pureté de la race »(limpieza de sangre), le gouvernement espagnol, dès 1501, interdit à tout musulman, juif ou converti issu de ces deux groupes, ainsi qu'aux hérétiques chrétiens (protestants de l'Europe du Nord-Ouest) de pénétrer en Amérique espagnole. Dès 1506, les autorités ecclésiastiques de l'île d'Hispaniola voient arriver les « Hébreux » (ebreos en espagnol) et remarquent la présence de nouveaux-chrétiens dans les flottes des conquistadores.
C'est dans ce contexte qu'il faut situer la volonté d'immigration de ces populations vers le Nouveau Monde. Loin des métropoles ibériques, elles y trouvaient des conditions moins contraignantes. Toutefois, plusieurs profitèrent de failles juridiques (clause de 1509, de Séville), autorisant les « sangs impurs » à se livrer au négoce dans le Nouveau Monde pendant deux ans, s'ils versaient 20 000 ducats à la couronne. Lors de l'unification des royaumes d'Espagne et du Portugal (1580-1640), des Nouveaux Chrétiens émigrèrent aux Caraïbes. Cette immigration « suspecte » aux yeux des autorités locales, entraîna l'établissement de l'Inquisition en 1570 à Lima (Pérou), puis en Nouvelle-Espagne (Mexique actuel).
Dans ce dernier territoire, les judaïsants (ou suspectés tels) exerçaient diverses professions (négociants, constructeurs de bateaux, éleveurs de porcs, propriétaires de plantations de canne à sucre, joailliers, couturiers, moines et commissaires de police. Ces "conversos" étaient, à tort, déclarés juifs par les autorités malgré leur assimilation dans la société chrétienne au XVIIe siècle. L'origine juive sépharade de certains immigrants dans les territoires sous domination ibérique  est établie avec certitude par les témoignages produits par l'Inquisition locale et les chambres de torture. Avec les Nouveaux Chrétiens, ils « furent des pionniers de l'établissement juif au monde moderne, frayant la voie à la libération de leurs coreligionnaires ».
D'une manière générale, les nouveaux chrétiens d'origine juive ibérique, bien que « suspects » aux yeux de l'Inquisition, développèrent des réseaux commerciaux fondés sur des liens familiaux de par le monde ou sur des relations avec d'autres catholiques d'ascendance sépharade. Ils conservèrent un avantage commercial et économique certain sur leurs frères pratiquant ouvertement leur foi. Les archives de l'Inquisition de Carthagène (actuelle Colombie) et du Pérou, de la première moitié du XVIIe siècle, révèlent qu'un crypto-juif propriétaire d'esclaves, le Portugais Francisco Gomez de Leon fut jugé en 1613 pour avoir fouetté un crucifix en Angola.

## Colonies françaises
La France avait adopté une politique identique à celle de l'Espagne vis-à-vis des nouveaux chrétiens « insincères », donc suspects de marranisme, les Marranes. En effet, le retour des chrétiens à la religion juive était un péché. Mais dans les Caraïbes françaises (Martinique, Guadeloupe, Saint Domingue, Cayenne), des considérations d'ordre économique se heurtaient à la moralité religieuse dominante (catholique). Les Jésuites s'opposèrent fermement à l'installation des Juifs. En 1681, à la Martinique, ils soumirent un Mémoire contre les Juifs, affirmant que « les Juifs Luis, Lopez et Abraham étaient des apostats qui, auparavant, avaient embrassé le catholicisme ». Souccot (la fête des Tabernacles), célébrée régulièrement par les sépharades, attirait les foudres de l'Église car « ils ornent de fleurs et de fruits leurs cabanes de branchages dans lesquelles ils mangent et dorment pendant quinze jours à la vue de nos chrestiens qu'ils invitent même à cette célébrité »..., ce qui indique une certaine camaraderie et tolérance mutuelle entre les deux groupes.  Toutefois, les Juifs quittent la Martinique quand ils en sont expulsés en 1683, expulsion élargie à toutes les Antilles françaises par le Code noir en 1685, dont le premier article enjoint à « tous nos officiers de chasser de nos dites îles tous les Juifs qui y ont établi leur résidence, auxquels, comme aux ennemis déclarés du nom chrétien, nous commandons d'en sortir dans trois mois à compter du jour de la publication des présentes ».
Cependant, les conversions de Juifs au catholicisme n'empêchèrent pas l'hostilité de cent cinquante-deux hommes d'affaires, négociants et capitaines de bateau réclamant l'expulsion de ces Juifs de Saint-Domingue par une pétition en 1765. Ce document exhorte le gouverneur général des îles françaises à ne pas autoriser les sépharades à se convertir. Bien qu'ils furent officiellement expulsés de Martinique en 1684, l'activisme sépharade et la connivence du gouvernement parvinrent à empêcher l'application généralisée de cette mesure. Dans les colonies françaises d'Amérique et des Caraïbes, il y eut des conversions d'esclaves à la religion juive, ce qui irrita fortement les responsables blancs. En 1760, un dirigeant de la colonie de Saint Domingue enregistra  plusieurs plaintes contre des Juifs qui faisaient de leurs esclaves "des Israélites comme eux", tel le mulâtre libre Michel de Pas. En Martinique, chaque foyer juif avait quelques esclaves (la moitié n'en possédait pas plus de quatre). Le gouverneur général des îles franco-américaines, Jean Charles de Baas, en 1667, se plaignit que les Juifs de Martinique "emploient le samedi pour la cérémonie de leur foi et obligent les nègres et engagés à garder le Sabath" et "à travailler le dimanche".
En 1659, David Cohen Nassi, déjà initiateur de l'installation des Juifs dans le territoire néerlandais de Curaçao, reçut la permission de créer une colonie à Cayenne, alors sous domination hollandaise. En voyage à Cayenne, en 1661, le capitaine Languillet y trouva quinze à vingt familles juives à la tête de plantations cultivant la canne à sucre et le tabac, plantant du rocou et de l'indigo, ainsi que trente à quarante chrétiens européens et cent vingt esclaves. Une synagogue existait et des règlements y régissaient la vie religieuse et profane. Peu après, Nassi s'intéressa à la colonie naissante de Suriname, conquise en 1664 aux Anglais.

## Colonies britanniques
Les sépharades y furent naturalisés bien avant les Juifs d'Angleterre. La loi de 1747 permit à tous les Juifs (et aux protestants) nés à l'étranger d'être naturalisés britanniques s'ils résidaient dans les colonies depuis sept ans en prêtant serment selon une formule non chrétienne.

### Jamaïque
Espagnole depuis 1494, la Jamaïque fut conquise par l'Angleterre en 1655 pour devenir officiellement colonie britannique en 1670. Elle fut durant deux siècles le plus grand exportateur de sucre au monde grâce à la culture de la canne à sucre et à la pratique de l'esclavage. Lorsque les Anglais cédèrent le Suriname aux Néerlandais, par le traité de Breda, ils tentèrent d'attirer en Jamaïque des planteurs de cet endroit en leur promettant « une quantité de terre double de celle ordinairement allouée aux autres planteurs » pour la culture de la canne à sucre et de l'indigo.

### Barbade

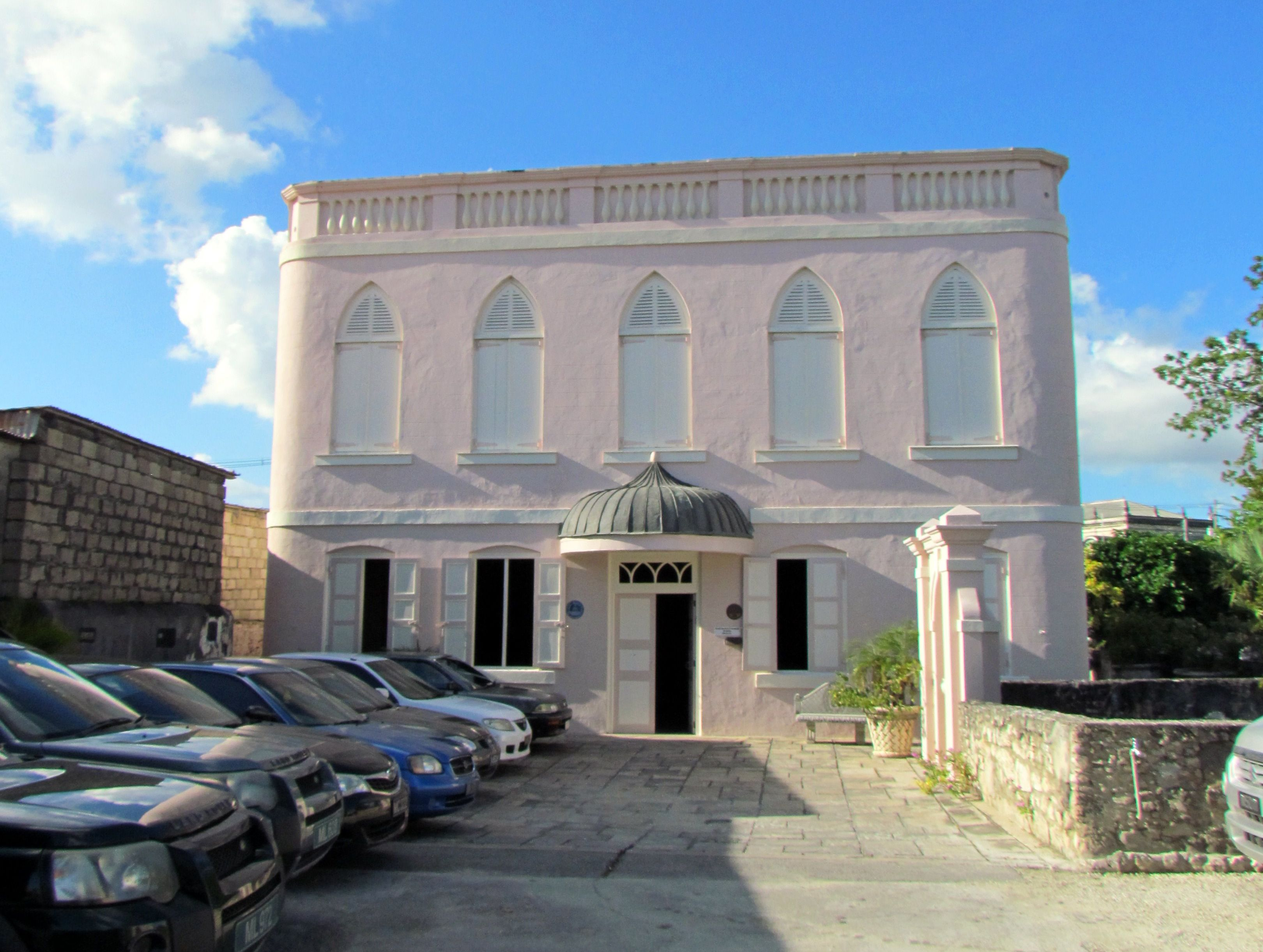
Synagogue Niche Israel (fondée vers 1644, détruite par un ouragan en 1831, reconstruite à l'identique) à Bridgetown.

Vers 1660, 300 Juifs expulsés de Recife, au Brésil, émigrent à la Barbade. Beaucoup d'entre eux ont de l'expérience dans la culture de la canne à sucre et le raffinage du sucre, et poursuivent dans cette industrie à la Barbade. 
Les efforts des Juifs dans l'agriculture y étaient fortement découragés. Ceux non originaires de l'île et non naturalisés ne pouvaient légalement posséder qu'un seul esclave. Ils ne pouvaient embaucher des non-juifs sous contrat. C'est pourquoi seulement quatre planteurs juifs possédaient des plantations importantes. Participer au commerce était encore plus difficile. B de Caseres et deux autres Juifs sépharades demandèrent la permission de se livrer au commerce. Les négociants chrétiens soutinrent qu'« ils étaient un peuple si subtil en matière de commerce et qu'eux et les leurs étaient si bien implantés chez d'autres nations, qu'il ne faudrait pas attendre longtemps avant qu'ils ne monopolisent le commerce pour en faire bénéficier d'autres colonies ou patries ».
Finalement, les autorités  leur permirent d'y résider "s'ils habitaient déjà dans l'île et s'étaient comportés à la satisfaction générale pendant des années". Ceci valait également pour d'autres colonies. À la Jamaïque et à Niévès, en 1680, les blancs se plaignirent que les Juifs, négociants pour la plupart, "cassent les prix" 
Lorsque le Surinam fut cédé aux Hollandais, en 1667, et à l'arrivée des Sépharades expulsés des Antilles françaises, la situation empira.
Après une population juive qui atteint les 800 personnes, les Juifs déménagent aux États-Unis et ailleurs ; à la fin des années 1920, il ne reste qu'un seul Juif sur l'île.

## Colonies néerlandaises

Drapeau de la Compagnie néerlandaise des Indes Occidentales

Leur cas est une exception sous bien des aspects. En 1652, la Compagnie néerlandaise des Indes Occidentales, néerlandaise, signe un contrat avec David Cohen Nassi (1612-1685), autorisant les Juifs à cultiver la terre à Curaçao  mais leur refusant la liberté religieuse pleine et entière ainsi que l'autorisation de se livrer au commerce. Ce Nassi, alias Joseph Nunes Da Fonseca et Christovao de Tavora, était un converso (converti, nouveau-chrétien) ayant vécu au Brésil néerlandais avant de repartir à Amsterdam, bien avant la chute du Brésil néerlandais en 1654.
À ce titre, il avait bénéficié du statut créé en 1629 par la Compagnie néerlandaise des Indes occidentales pour encourager la colonisation dans le Nouveau Monde : le candidat recevait un domaine et  s'engageait à attirer cinquante colons dans les trois ans.
L'île de Tobago, au large du Venezuela, avait été colonisée par des Juifs hollandais d'Amsterdam dès 1622, dans le sillage de l'ancienne présence hollandaise autour des salines de Punta d'Araya, puis par des juifs granas de Livourne en 1660, emmenés par Paulo Jacomo Pinto, au moment où les juifs décident de se regrouper sur la Côte Sauvage (Amérique du Sud).
Au XVIIe siècle, le nombre de Juifs granas dans le port de Livourne est multiplié par trente, passant de 114 en 1601 à environ 3 000 en 1689, mais c'est dans les années 1660 que Livourne centralise les réfugiés, persécutés par les autorités espagnoles à Oran. Alors que la plupart parlent espagnol et n'ont jamais connu d'autres pays, l'Amérique du Sud semble un lieu de regroupement idéal.
Les Juifs arrivent dans un Surinam colonisé par le planteur de sucre anglais Anthony Rowse de la Barbade, qui s'était installé en 1650 avec 2 000 esclaves amenés de la Barbade, sur les ruines d'une colonie hollandaise des années 1620. Ils sont noyés dans une vaste côte-sauvage franco-anglaise que la Hollande achète en 1666 à l'Angleterre, en échange de New York. Dans les quarante années qui suivent, les hollandais développent progressivement le sucre à leur tour.
La colonie de Surinam compta 96 % d'esclaves à partir de 1694 et vit sa population opérer un « métissage » entre sépharades et non-Juifs africains. En 1684, la population juive comptait 232 membres  et 2 fois plus d'hommes adultes que de femmes. Les néerlandais y possédaient 1 298 esclaves.
Ainsi débuta le Mariage de Surinam, où s'opéra un métissage engendrant une population afro-européenne en mesure de revendiquer des origines blanches par la lignée paternelle. Les relations extraconjugales et conjugales entre Juifs d'origine européenne et personnes africaines n'étaient pas rares.
Le gouvernement sépharade autonome, le « mahamad », décida de classer ses membres libres (donc, non esclaves) soit comme « jehidim » (en hébreu : membres, juifs à part entière), soit comme « congregantes » (en portugais : assemblés, intégrés), juifs de « deuxième classe », considérés comme « non-blancs » ou blancs inférieurs par suite de leur mariage avec un non-blanc, suivant la hiérarchie de l'Eglise calviniste néerlandaise de l'époque. Les Africains esclaves n'entraient pas dans ces deux catégories.

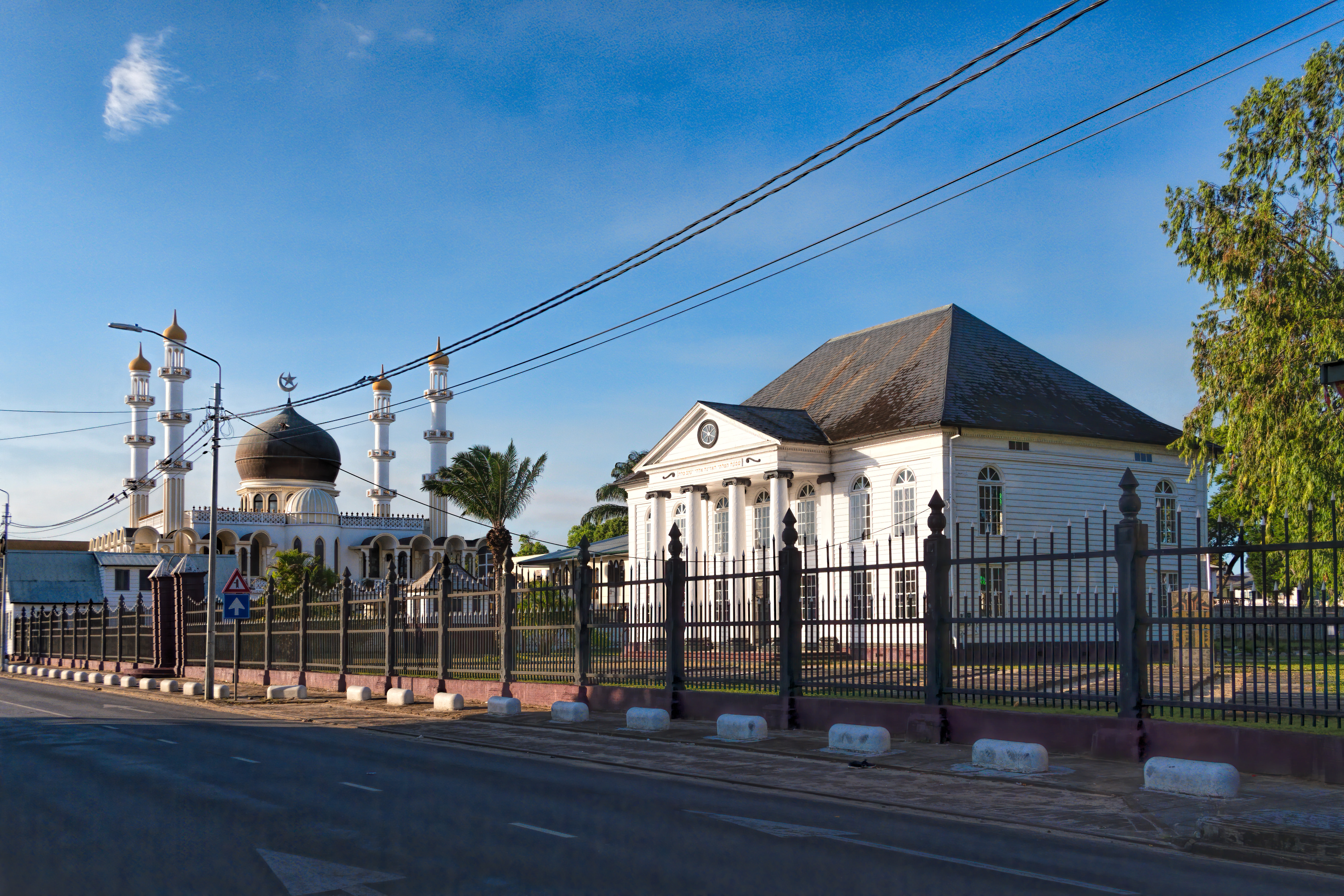
Synagogue ashkénaze Neveh Shalom (à côté de la mosquée Keizerstraat), fondée en 1723 et reconstruite en 1842, à Paramaribo.

Or, en 1663, le mahamad menaça d'excommunication (herem) tout Juif qui circoncirait (donc convertirait dans la religion juive) tout enfant mâle issu d'une union avec une non-juive. Mais cette menace n'eut aucun effet notable. Dans les années 1720, la communauté juive approuva ouvertement la tendance des hommes sépharades à prendre des concubines africaines et demanda que leur progéniture soit considérée comme juive. Un certain Joseph Pelegrino, en 1720, avait engendré trois enfants hors mariage (Simha, Jacob et Mariana). Ces enfants étaient considérés comme juifs par la communauté juive de Surinam. Inquiet de leur futur statut au regard des autorités, il en informa le tribunal... qui accéda à sa requête. Les enfants furent déclarés "libres de tout esclavage" et légitimés en tant que véritables descendants. On retrouve ce comportement dans les Antilles françaises où les enfants issus d'unions entre sépharades et africaines non juives étaient élevés en tant que juifs, même si la Loi juive ne reconnaît pas leur judéité, puisque non issus d'une mère juive.
Commençait alors une autre conception de la "judéité" puisque les pères (et non plus les mères juives) la transmettaient à leurs descendants. Mais, lors des offices à la synagogue de Surinam, les mulâtres juifs étaient cantonnés à un certain endroit, sans qu'on les autorisât à participer activement aux cérémonies ou offices, ce qui les incita à créer parallèlement leurs propres institutions et cérémonies. L'élite sépharade était donc tancée. Dès 1790, les dirigeants sépharades constatèrent la vive opposition des Juifs mulâtres, peu importants en nombre, mais de plus en plus revendicatifs. Leur chef, Joseph, fils de David Nassi ayant été inhumé sans les honneurs dus à son rang, les "kleurlingen" (gens de couleur) demandèrent qu'il le fût selon la tradition juive. Non seulement, ils n'eurent pas satisfaction mais leur confrérie, Darhei Jesarim (la Voie des Justes) fut dissoute. Des sépharades blancs avaient pourtant contribué à sa création en 1759.

## Juifs du Surinam

### Installation des Juifs
Les Anglais occupent le territoire en 1650. Cinq ans après, ils décident d'attirer d'éventuels colons en accordant divers avantages, dont la promesse d'accorder "25 hectares de terres...". Des Juifs s'installèrent aussitôt sur les rives du fleuve Suriname, et la première communauté fut officiellement fondée au début des années 1660. Cet endroit était pratique car idéal pour le transport des marchandises, le commerce. Le secrétaire anglais John Pary leur accorda cinq hectares de terres près de la crique Cassipora, Thorarica. 
Un cimetière y fut élevé et on peut en deviner encore les vestiges (difficilement car la jungle l'a envahie, depuis). L'épitaphe la plus ancienne lisible date de 1666

### Époque néerlandaise
En 1667, les néerlandais conquièrent le Surinam. Par le Traité de Breda, l'Angleterre cède le Surinam aux Néerlandais en échange de la Nouvelle-Amsterdam, Manhattan. Ceci représentait une grosse perte pour les Anglais car la culture de la canne à sucre était une source énorme de profits futurs. Le statut accordé aux colons juifs par les Anglais fut renouvelé par les nouveaux conquérants. Ils étaient alors de "véritables vassaux de la République de Hollande" et "bourgeois". Les Juifs se voyaient conférer un statut remontant au "burgerrecht" hollandais médiéval conféré aux natifs des villes ou ceux élevés au rang de bourgeois par mariage ou acquisition de biens. Ils acquéraient ainsi des droits politiques et pouvaient exercer des fonctions publiques. À Surinam, le bourgeois devait servir dans la milice municipale à patrouiller dans marécages et forêts pour traquer les esclaves marrons en fuite, en marronnage. Les Néerlandais cherchaient aussi à attirer d'autres Juifs sépharades qui parlaient couramment espagnol ou portugais, atout précieux pour le commerce. Le temps était venu d'abandonner Cassipora, devenue trop petite, et de créer Jodensavanne.

### Village autonome de Jodensavanne

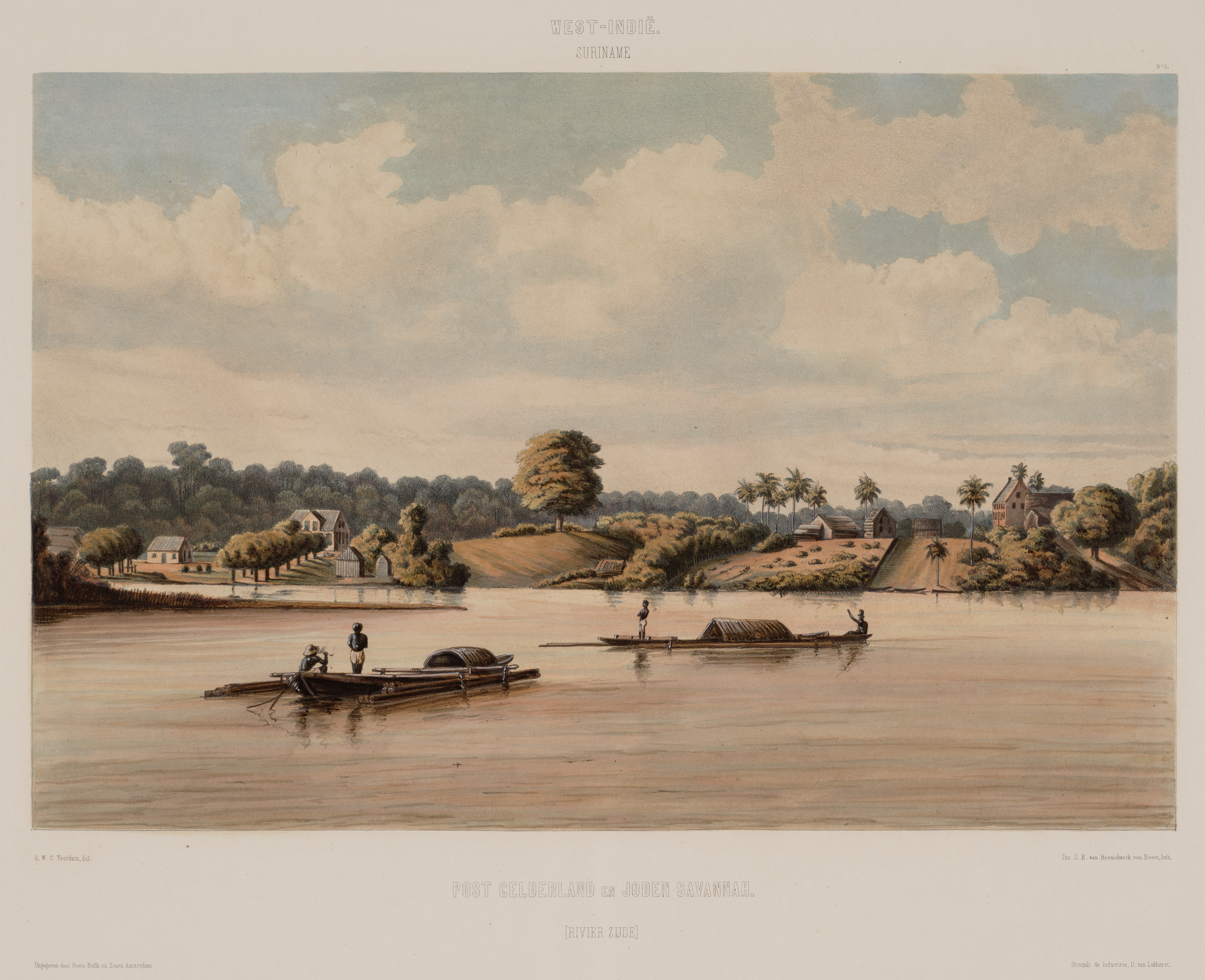
Joden Savannah (v. 1860)

La "Savanne des Juifs" fut créée en 1680. Elle surplombait le fleuve Surinam et fut cultivée par des descendants d'esclaves africains. L'une des plus prospères du Nouveau Monde, elle disparut à la fin du XVIIIe siècle. Ses habitants sépharades jouissaient de  droits, exemptions et immunités sans précédent sous domination chrétienne. Ils y contractèrent des  unions conjugales et extraconjugales et engendrèrent une communauté juive mulâtre, à caractère africain. Les sépharades avaient alors les privilèges, droits et exemptions les plus libéraux accordés aux Juifs dans la chrétienté. Les cultures développées dans ce territoire furent principalement la canne à sucre, l'indigo, le tabac. La crise économique de 1770 marqua le déclin de l'agriculture de cette colonie. Les Juifs subirent des pertes financières plus importantes car leurs exploitations avaient été créées bien plus tôt que d'autres. Les deux tiers des Juifs sombrèrent dans la pauvreté. Abandonnant l'intérieur tropical, la communauté sépharade s'installa ensuite dans la capitale, Paramaribo. Elle abandonna Jodensavanne en 1800. Par sa langue écrite et parlée, sa poésie et l'afflux continuel de Juifs de la Péninsule Ibérique, elle conservait un caractère latin au cœur d'un Surinam néerlandophone.

### Héritage africain
À Paramaribo, dans les nouveaux cimetières séfarades et ashkénazes des XIXe et XXe siècles, les tombes comportent des motifs en bois recouvert d'or en forme de cœurs qui ressemblent, une fois inversés, à des piques, parfois surmontées d'une étoile juive. Ces représentations évoquent le sankofa qui est un  symbole indigène du peuple akan d'Afrique occidentale. Or, de nombreux Surinamiens en sont des descendants.

## Juifs de Curaçao

Tisserandes de panamas à Curaçao avec au centre Haim J. Cohen Henriquez, président du syndicat de la Curaçaosche Vereeniging van Hoedenplaiters Arbeid Adelt (vers 1910-1920)

Curaçao, colonie néerlandaise dès 1634 vit arriver des Juifs, tolérés à la condition qu'ils cultivent la terre et créent des plantations sans s'adonner au commerce. Or, la Compagnie des Indes Occidentales (en abrégé, la WIC ) les soupçonnèrent de commercer avec la mer des Antilles. En effet, existaient dans cette région des réseaux familiaux. Cependant, les Néerlandais semblèrent fermer les yeux et laisser faire. Les Néerlandais utilisèrent à cet effet une enclave de la côte du Venezuela, Tucacas, centre commercial peuplé de Juifs et de chrétiens de Curaçao pour obtenir des quantités considérables de cacao et de tabac. Les Juifs exportaient ces denrées vers Amsterdam. Ils participaient aussi au commerce entre Curaçao et d'autres parties du Nouveau Monde et importaient des Pays-Bas des toiles de lin d'Allemagne, du vin de Madère et de Bordeaux, de la cannelle et du poivre des Indes Orientales. Les sépharades utilisèrent leur connaissance de l'espagnol et du portugais pour commercer (légalement et illégalement) avec les colonies espagnoles voisines.
Ce village de Tucacas comprenait dix-sept maisons et une synagogue. Un certain Jurriaan Exteen alias Jorge Cristian se prenant pour "le marquis de Tucacas " y édifia un palais somptueux